# Världsmästerskapet i curling för damer 2021
Världsmästerskapet i curling för damer 2021 ägde rum mellan den 30 april och den 9 maj på Markin McPhail Centre i Canada Olympic Park i Calgary, Alberta, Kanada. Världsmästare blev Schweiz efter finalseger mot Russland.

## Kvalificerade lag
- Värdland
  -  Schweiz
- Amerika
  -  Kanada
  -  USA
- Europa
  -  Sverige
  -  Skottland
  -  Ryssland
  -  Tyskland
  -  Tjeckien
  -  Danmark
  -  Estland
- Asien och Stilla havet
  -  Kina 
  -  Japan

Världsranking
- -  Sydkorea

Kvalificeringsevenemang
- -  Italien

## Deltagare
| Danmark  | Estland  | Italien  | Japan     | Kanada  |
| -------- | -------- | -------- | --------- | ------- |
|          |          |          |           |         |
| Kina     | Ryssland | Schweiz  | Skottland | Sverige |
|          |          |          |           |         |
| Sydkorea | Tjeckien | Tyskland | USA       |         |
|          |          |          |           |         |